# Hipposideros pratti
Hipposideros pratti је сисар из реда слепих мишева.

## Угроженост
Ова врста није угрожена, и наведена је као последња брига јер има широко распрострањење.

## Распрострањење
Ареал врсте је ограничен на две државе. Кина и Вијетнам су једина позната природна станишта врсте.